# 渡辺照宏
渡辺 照宏（わたなべ しょうこう、1907年2月10日 - 1977年12月27日）は、日本の仏教学者。

## 経歴
出生から修学期
1907年、成田山東京別院深川不動尊監院渡辺照叡の子として生まれた。東京帝国大学文学部インド哲学科で学び、1930年3月に卒業。卒業と同時にドイツに留学し、エルンスト・ロイマン（Ernst Leumann）らに師事。1933年5月に帰国。東京帝国大学大学院に進み、1935年3月に修了。
仏教学者として
1935年4月、智山専門学校(現：大正大学)教授に就いた(1943年3月まで)。1943年9月、文部省民族研究所所員となった。
戦後、民族研究所は廃止され、1946年4月から連合国軍最高司令官総司令部民間情報局宗教調査課に勤務(1948年3月まで)。1948年2月に発病し、その後も闘病生活を送りつつ研究と著作を続けた。1948年4月、九州大学文学部助教授となったが、病気療養中のため赴任はしなかった(1953年3月まで)。1956年4月から1969年3月、東洋大学文学部教授を務めた。1962年、学位論文『摂真実論並びに釈の研究』を東洋大学に提出して文学博士号を取得。1975年10月より、成田山仏教研究所参与・理事・主席研究所員。1977年に死去。

## 研究内容・業績
インド哲学・仏教学を専攻。語学にも非凡な才能をあらわした。
1948年2月に発病し、以後長く闘病生活を送った。『私の読書法』(岩波新書 1960)の収録エッセイに、病床での読書の様子がしのばれる。弟子の一人宮坂宥勝の追悼評伝が『密教への誘い』にある。

## 家族・親族
- 弟：永井照徳はホフマンの『胡桃割りと鼠の王様』(三笠書房、ホフマン全集 1936)を翻訳した。1945年にミンドロ島にて戦死。
- 息子：渡辺照敬は編集者、智山派僧侶。
- 息子：渡辺重朗はインド哲学研究者。
- 息子：渡邉真観は書家。

## 著作
著書
- 『維摩経講話』河出書房 1955
  - 再版 大法輪閣 1982
- 『佛教』岩波新書 1956
  - 『仏教 第2版』1974
- 『仏教のあゆみ：インド・中国篇』大法輪閣 1957、新版 1977
- 『日本の仏教』岩波新書 1958
- 『死後の世界』岩波新書 1959
- 『外国語の学び方』岩波新書 1962
- 『仏像百態』淡交新社 1964
- 『仏教女性物語』河出書房新社 1965
  - 改題新版『釈尊をめぐる女性たち』大法輪閣 1976
- 『愛と平和の象徴：弥勒経』(現代人の仏教 8) 筑摩書房 1966、新版 1975
- 『新釈尊伝』大法輪閣 1966、新版 1990
  - ちくま学芸文庫 2005
- 『お経の話』岩波新書 1967
- 『日本仏教のこころ』(日本の仏教 15) 筑摩書房 1967
- 『仏教を知るために：仏教入門随想集』大法輪閣 1974、新版 1982
- 『不動明王』朝日選書 1975
  - 岩波現代文庫 2013
  - 改題『読みなおす日本史』吉川弘文館 2022　ISBN　9784642073509
- 『南無大師遍照金剛』成田山新勝寺成田山仏教研究所 1976
- 『法華経物語』大法輪閣 1977
  - 岩波現代文庫 2014
- 『渡辺照宏 仏教学論集』筑摩書房 1982
- 『涅槃への道：仏陀の入滅』ちくま学芸文庫 2005[3]

著作集
- 『渡辺照宏著作集』全8巻 筑摩書房 1982

1. 『インドの思想』
2. 『涅槃への道 仏陀の入滅』
3. 『弥勒経 愛と平和の象徴』
4. 『日本仏教のこころ』
5. 『仏教聖典 1 法句経(真理のことば)・スッタニパータほか』
6. 『仏教聖典 2 般若心経・金剛般若経・維摩経ほか』
7. 『仏教聖典 3 正理一滴論法上釈和訳ほか』
8. 『仏教聖典 4 中論・唯識二十論・唯識三十頌ほか』

共著・編著
- 『仏教の東漸と道教』(思想の歴史 4) 平凡社 1965
- 『日本古典文学大系71 三教指帰 性霊集』宮坂宥勝共校注、岩波書店 1965
- 『最澄・空海集』(日本の思想 1) 筑摩書房 1969
  - 改題新版『日本の仏教思想 最澄・空海』 1986
- 『沙門空海』宮坂宥勝共著、筑摩叢書 1967
  - ちくま学芸文庫 1993、竹内信夫解説

訳書
- 『佛陀』ヘルマン・ベック著、光風館 1943
  - 改訳『仏教 (上：第一部 仏陀)』岩波文庫 1962
  - ワイド版 1994
- 『新訳法句経講話 真理の言葉』大法輪閣 1951
- 『仏教』アンリ・アルヴォン（フランス語版）著、白水社(文庫クセジュ) 1954、改版 1990
- 『ジャータカ物語：インドの古いおはなし』辻直四郎共訳、岩波少年文庫 1956、改版 2006
- 『死後の世界』フランソワ・グレゴワール著、白水社(文庫クセジュ) 1958、改版 1992
- 『国訳一切経和漢撰述』(論疏部第 21・22) 宮坂宥勝共訳、大東出版社 1959
- 『インド教』ルイ・ルヌー著、美田稔共訳、白水社(文庫クセジュ) 1960
  - 改版 1991年
- タゴール『ギーターンジャリ』「タゴール著作集 3」アポロン社 1961
  - 改題『タゴール詩集 ギーターンジャリ』岩波文庫 1977
- 『仏教文学集：空海 三教指帰』(古典日本文学全集 15) 筑摩書房 1961、普及版 1966
  - 新装版 『仏教文学集』(古典日本文学 14) 1977
- 『人生の道』チャールズ・モリス著、尾住秀雄共訳、理想社 1966
- 『世界の大思想：仏典スッタニパータ、般若心経ほか』編者代表、河出書房新社 1969、新装版 2005
- 『仏教 (下：第二部 教理)』ヘルマン・ベック著、渡辺重朗共訳、岩波文庫 1977
  - ワイド版 1994年

論文
- CiNii>渡辺照宏
- INBUDS>渡辺照宏